# Bulímia
La bulímia nerviosa, o simplement bulímia, és un trastorn de comportament alimentari (TCA) d'origen nerviós en el qual la persona no té cap control en el que menja i en sent una forta culpabilitat. Es caracteritza, com el trastorn per afartament, per episodis en què la persona menja sense control, però a la bulímia la persona després se sent tant culpable que vol "compensar" provocant-se el vòmit o abusant de laxants i diürètics.
La bulímia nerviosa afecta a persones insegures, que no se senten satisfetes amb elles mateixes i s'obsessionen pel menjar i el pes corporal. Els malalts de bulímia mengen grans quantitats d'aliments en un espai curt de temps (fartades), després del qual adopten mecanismes compensatoris: vòmits o purgues i hiperactivitat, amb intensos sentiments de culpabilitat i automenyspreu; un cercle viciós difícil de tallar, però no impossible. Les fartades i vòmits es produïxen d'amagat, la persona porta una doble vida. Hi ha una forta por a no poder parar de menjar ni controlar els impulsos, la qual cosa de vegades ocasiona problemes amb l'alcohol, les drogues i la conducta sexual.

## Etimologia
Bulímia significa «fam de bou».

## Descripció
La bulímia, a més de la distorsió de la percepció del propi cos i la fòbia a engreixar que també pateixen les persones afectades d'anorèxia, està caracteritzada per episodis repetits d'afartades en les quals la persona s'empassa grans quantitats de menjar molt ràpidament i sense control, seguits de sentiment de culpa i vòmits provocats. Són freqüents els dejunis perllongats, les dietes rigoroses, l'exercici físic exhaustiu i l'abús de laxants, diürètics i medicaments que suposadament ajuden a no passar gana o a interferir l'absorció d'aliments. Tenen incapacitat per a frenar la seva voracitat i per a sentir-se tipes. En canvi tenen sobredesenvolupats enormes sentiments de culpa i una autocrítica mordaç.
La seva característica essencial consisteix en el fet que la persona pateix episodis d'afartaments compulsius, seguits d'un gran sentiment de culpabilitat i sensació de pèrdua del control. Sol alternar-se amb episodis de dejú o de molt poca ingesta d'aliments, però, en poc temps tornen a patir episodis d'ingestes compulsives.
Les persones bulímiques mengen fins que ja no poden més, d'una manera descontrolada i sobretot mengen productes d'un immens valor calòric (és a dir que engreixen excessivament). Tot s'ho mengen en menys de dues hores.
Una altra característica essencial d'aquest trastorn la constitueixen les conductes compensatòries inapropiades per evitar el guany de pes. Molts individus utilitzen diferents mitjans per intentar compensar els afartaments: el més habitual és la provocació del vòmit. Aquest mètode de purga l'utilitzen el 80-90 per cent de les persones que acudeixen a centres clínics per rebre tractament. Els efectes immediats de vomitar consisteixen en la desaparició immediata del malestar físic i la disminució de la por de guanyar pes. Altres conductes de purga són: l'ús excessiu de laxants i diürètics, enemes, realització d'exercici físic molt intens i dejuni.
Els estudis suggereixen que els i les pacients amb bulímia nerviosa i ja recuperats i recuperades presenten un processament sensorial interoceptiu anormali una consciència interoceptiva reduida en condicions de repòs. Per tant, els dèficits interoceptius poden ser un factor explicatiu de la bretxa existent entre la disfunció cerebral i la presentació de símptomes en la BN,i la gran varietat d'aquests.

## Història
Els trastorns de la conducta alimentària, i concretament la bulímia nerviosa, han estat presents al llarg de la història, però l'interès mèdic i social no es va iniciar fins a la meitat dels anys 70, quan es va publicar una sèrie d'informes descrivint la “síndrome d'afartaments i purgues” entre estudiants universitàries estatunidenques.
L'any 1980 es va incloure com a entitat diagnòstica en el DSM-III (Manual Diagnòstic i Estadístic dels trastorns mentals).
Posteriorment, s'han realitzat nombroses investigacions sobre aquest tema i s'ha trobat que és un important problema de salut en nombrosos països, concretament a aquells en què es presenten més casos d'anorèxia nerviosa.

## Causes
Les causes són tan múltiples i variades com els malalts que les patixen; no obstant això, el 80% dels casos apareix quan es comença una dieta d'aprimament sense cap mena de control professional. També es relaciona l'inici amb la no acceptació dels canvis corporals durant l'adolescència, o amb un increment ràpid de pes, o amb canvis importants en la vida, o amb complexos físics o també amb problemes de relació entre altres coses. Se sap que el 40% de casos comencen a l'estiu.
La bulímia en molts casos ve donada pels nervis, o altres factors d'aquest tipus com malestar, discussions amb la família, inseguretat o desconfiança envers un mateix. Tots aquests factors s'acumulen i es perd el control, s'ingereix gran quantitat de menjar fins que ja no es pot més i, després, es vomita.
La bulímia es pot entendre també com un comportament addictiu inconscient a causa d'una autoestima ferida a conseqüència de la persecució inútil de metes inassolibles. Seria al principi un mecanisme de defensa no racional per a no fer conscient el fracàs i dolor associat que representaria adonar-se de l'enorme diferència entre l'ideal imposat per la societat (Vegeu Cànon estètic i Cosificació). Per a les persones que pateixen bulímia, el fet d'aplacar el dolor crònic d'una gana real o imaginària és una forma compulsiva de satisfer mancances afectives, que poden ser conscients o no, i de calmar l'ansietat, la solitud o la tristesa.
Un nou estudi espanyol dirigit per la doctora psiquiatra Marina Díaz Marsá indica que la bulímia i altres trastorns de la conducta alimentària poden tenir relació amb un menor volum de l'nucli estriat de cervell. D'aquesta manera, aquests trastorns es relacionen per primera vegada amb una causa biològica abans desconeguda.

## Símptomes
Alguns dels símptomes de la bulímia nerviosa poden ser l'engreixament o l'aprimament excessiu, desnutrició i atròfia muscular (més evident en homes que en dones), alteracions o pèrdua de la menstruació en dones, actitud negativa i rebuig del menjar, tristesa, irritabilitat, canvis bruscs de l'humor, problemes familiars i d'estudis, negació de la malaltia. Solen intentar accions compensatòries induïdes per la forta culpabilitat i per la seva necessitat personal de restablir el control sobre ells mateixos, aquestes poden ser provocació del vòmit, ús de laxants i diürètics, fer molt exercici, etc. En els casos més extrems es pot arribar a la mort.

## Pronòstic
Se sap relativament poc sobre els efectes o conseqüències a llarg termini de la bulímia. Les investigacions més recents suggereixen que el pronòstic és divers. La bulímia pot presentar-se com un patiment a llarg termini, fluctuant durant molts anys, o bé com un problema de salut episòdic, precipitant-se en funció dels esdeveniments i crisis de la vida de qui la pateix.
A curt termini, alguns informes mèdics suggereixen que hi ha una millora del 50% en el comportament (en els afartaments i en les purgues) en aquells pacients que poden comprometre's amb un tractament. Encara no han pogut identificar-se factors consistents que permetin predir el resultat del tractament. Tot i això, la gravetat de les seqüeles de les purgues pot ser un indicador important del pronòstic; els desequilibris electrolítics, l'esofagitis i la hiperamilassèmia reflecteixen el fet que les purgues van ser més severes, i potser generaran un pronòstic més descoratjador. En casos greus, la persona pot morir com a conseqüència d'un afartament molt sever, o fins i tot poden suïcidar-se. En moltes ocasions el malalt presenta símptomes com ansietat i solen ingerir ansiolítics excessivament per a revertir el símptoma.

## Tractament
El tractament de la bulímia, sempre per part d'experts, inclou normalment teràpia psiquiàtrica, psicològica i un programa d'educació nutricional, que faci possible millorar l'estat nutritiu i restablir una bona relació amb els aliments. El tractament pot ser ambulatori o, si la malaltia està molt avançada i necessita intervenció dràstica, hospitalari.
D'altra banda, un grup de metges de l'hospital de Bellvitge participa en la creació dels primers videojocs amb finalitat terapèutica que es desenvolupen a Europa, i que estan dedicats precisament a l'ajuda a malalts de bulímia i altres trastorns del comportament alimentari. Els especialistes confien en la potencialitat terapèutica del videojoc, ja que col·loca l'usuari en posició d'interioritzar un rol, cosa que pot facilitar l'aprenentatge de determinades estratègies.

## Incidència
La meitat de casos de bulímia nerviosa es dona en menors d'edat. El trastorn és més freqüent en esportistes d'elit i més en noies que nois. Per a cada cas de bulímia en un home n'hi ha nou en dones. S'estima que, entre les dones adolescents i joves, un 4% pateixen algun tipus de trastorn de la conducta alimentària i un 20% pertany al "grup de risc".

## Consells per les persones de l'entorn
A la família i amics d'una persona que pot ser bulímica s'aconsella observar les seves conductes i, en el cas de detectar algun canvi, actuar amb cautela i amb confiança amb ells, sense obsessionar-se. Cal aprendre a reconèixer i expressar els sentiments, i acceptar que ningú no és perfecte. Els bulímics necessiten fer almenys un àpat al dia amb la família o en comunitat, a la cantina de la feina o del centre d'estudis, amb companyia dels companys i menjant el mateix, si és possible. Com a prevenció, els pares poden establir un horari d'àpats en família.

## Anorèxia i bulímia
Molts dels símptomes de la bulímia són compartits amb els de l'anorèxia; de fet, del 30% al 50% dels adolescents bulímics també compleixen els criteris de l'anorèxia nerviosa a l'inici de la seva malaltia. La bulímia és més freqüent que l'anorèxia.
Al contrari del que ocorre amb l'anorèxia, l'aspecte dels afectats de bulímia sembla saludable: el pes és normal o fins i tot hi ha excés de pes, de manera que resulta difícil detectar el trastorn exteriorment.
La bulímia comporta les mateixes característiques que l'anorèxia, però normalment acostumen a ser molt més greus, ja que si es provoca el vòmit de manera regular, pot produir malformacions d'estómac, fetge, tenir hemorràgies, i es pot arribar a la mort.